# Битва при Вильпионе
Битва при Вильпионе — одно из ключевых сражений Франко-прусской войны которое состоялось между прусско-баварскими войсками и французской Луарской армией 1 декабря 1870 года.

## Перед сражением
В то время, когда под Парижем генерал Дюкро, пытаясь прорвать блокадную линию немцев, вёл бой в окрестностях Вилье, Луарская армия перешла в наступление. Временное правительство, собравшееся в Туре, 30 ноября получило из Парижа сообщение, посланное за четыре дня перед тем, что Дюкро со 100 000 человек и 400 орудиями попытается 29-го прорваться на юг для соединения с Луарской армией. Вследствие этого командующему последней (генерал д’Орель) было предложено немедленно перейти в наступление на Питивье.
К этому времени Луарская армия была расположена следующим образом: 16-й корпус находился к западу от Орлеана, в районе Перави—Кульмье, имея кавалерийскую дивизию у Турнуази; 17-й корпус — позади 16-го, 15-й корпус — севернее Орлеана у Шильер-о-Буа, Сен-Лье и Гиди; 18-й и 20-й корпуса — у восточной окраины Орлеанскаго леса; у Ле-Манса стоял только что сформированный 21-й корпус.
Против французских войск, собранных у Орлеана, находились следующие прусские войска: притянутая сюда из-под Меца после сдачи Базена 2-я прусская армия принца Фридриха-Карла, принявшая на себя с середины ноября обеспечение блокады Парижа с юга, и отдельный корпус великого герцога Мекленбург-Шверинского. К 1 декабря части отдельного корпуса были расположены в окрестностях Оржера, у Жерманвиля, Жуанвиля и от Тура до Базош-ле-Галлеран, в непосредственной связи с армией принца Фридриха-Карла, главные силы которой сосредоточились у Бон-ла-Ролан и Лон-Кура.
Командующий Луарской армией, получив 30 ноября приказание о немедленном наступлении на Питивье, приказал 17-му корпусу продвинуться до Кульмье, 18-му и 20-му корпусам — оставаться на своих местах у восточной окраины Орлеанского леса, а 21-му корпусу — следовать на Вандом. Расположенный же на левом фланге армии 16-й корпус должен был наступать в направлении на Гомье, Гильонвиль и Сужи. Это наступление и привело к бою при Вильпионе.

## Ход сражения
Утром 1 декабря 16-й корпус выступил от Перави, причём одна бригада 1-й дивизии (генерал Бурдильон) двинулась на Гомье, а другая (генерал Депланк)— на Гильонвиль; 2-я и 3-я дивизии были направлены на Сужи, а кавалерийская дивизия (генерал Мишель) прикрывала наружный фланг корпуса.
Наступление французов стало обнаруживаться немцами ещё с 7:00; командир 1-го баварского корпуса выслал через Терминье свою кирасирскую бригаду, поручив 1-й пехотной бригаде, стоявшей у Гомье, поддержать её в случае надобности. Остальные войска баварского корпуса сосредоточились у Маладри.
Час спустя, кирасирская бригада столкнулась у Рувре с крупными пехотными частями французов; в виду этого 1-я пехотная бригада заняла Гомье, по обе стороны которого расположились на позиции две батареи; кирасирская бригада с двумя конными батареями отошла к Тури, а бригада 4-й кавалерийской дивизии — к Гильонвилю.
Наступление французов было встречено сильным огнём баварских батарей, развернувшихся у Гомье. Им стали отвечать батареи противника, занявшие позицию у фермы Гильяр. Одновременно с этим, бригадада генерала Депланка, имея на левом своём фланге кавалерийскую дивизию Мишеля, энергично наступала на Гильонвиль; прусская бригада 4-й кавалерийской дивизии, занимавшая Гильонвиль, отошла к Корменвилю, обнажив правый фланг пехотной бригады, оборонявшей Гомье.
Вследствие этого последняя в 15:00 под сильным огнём противника стала отступать к Вильпиону. Здесь она заняла позицию от дороги на Фавероль до Нонвиля; бригада Бурдильона атаковала эту позицию с фронта, а Депланк направил свою бригаду против её правого фланга.
На левом фланге дела немцев шли значительно хуже. Три батальона бригады Бурдильона ворвались в восточную часть Вильпиона, выбив оттуда баварцев, которые отступили к Лаоньи; 2-я бригада удержалась на занятой ей позиции до вечера и затем отошла на Лоаньи.
Так окончился первый день перехода в наступление французской армии.
В бою под Вильпионом французы потеряли убитыми и ранеными около 1100, а немцы — 900 человек (Мольтке оценивает потери в 1000 человек с каждой стороны).
Успех под Вильпионом сильно поднял дух французских войск и возбудил большую уверенность в успехе среди членов временного правительства в Туре. Было отдано приказание о дальнейшем наступлении к Парижу. Но уже на следующий день французы потерпели поражение у Луаньи; затем Луарская армия отошла к Орлеану, где 5 декабря, после двухдневного боя, отступила на левый берег Луары, оставив город в руках противника.